# Рафаель Наварро-Гонсалес
Рафаель Наварро-Гонсалес, також відомий як Рафаель Наварро, (25 квітня 1959 — 28 січня 2021) був мексиканським астробіологом NASA, який працював з марсоходом Curiosity на планеті Марс і який допоміг провідним дослідникам у ідентифікації стародавніх органічних сполук на планеті. Він був міжнародно визнаним вченим, який об'єднав лабораторне моделювання, польові дослідження та моделювання на основі біології, хімії та фізики. Наварро-Гонсалес відзначив значення вулканічних блискавок у виникненні життя на Землі. Його професійна робота включала компонент SAM у Науковій лабораторії Марса та інструмент HABIT у місії Exomars.
Він помер від ускладнень COVID-19 28 січня 2021 року. У квітні 2021 року НАСА назвало гору на планеті Марс «Рафаель Наварро» на його честь.

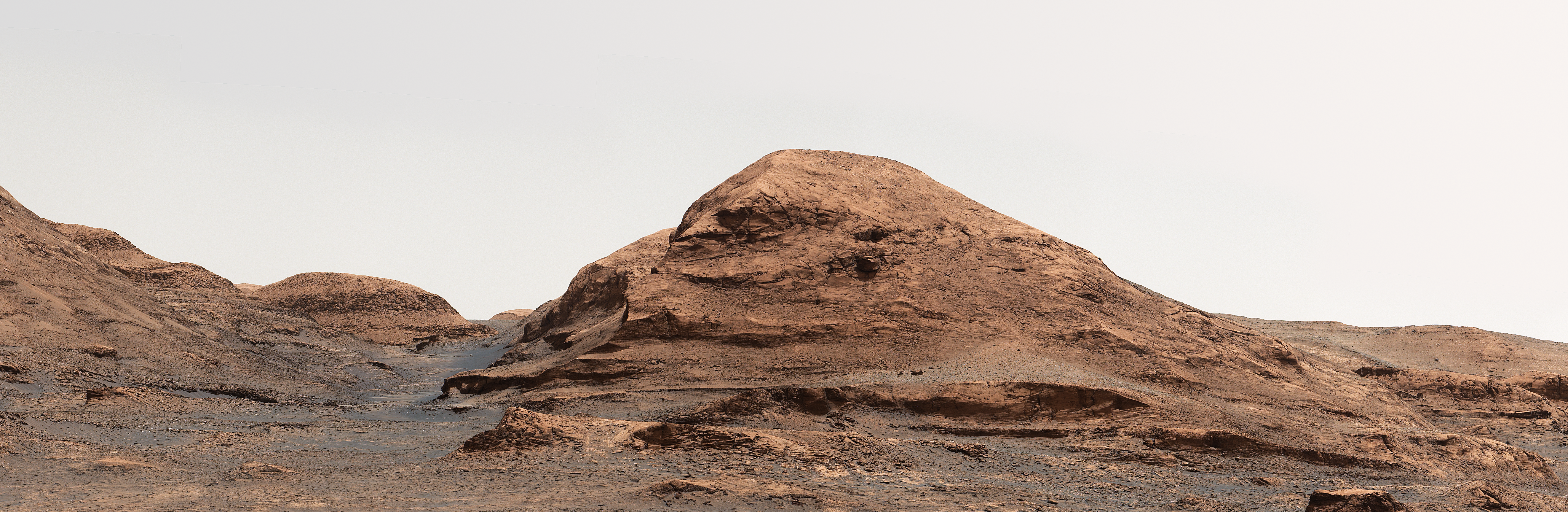
Гора на планеті Марс «Рафаель Наварро»